# Mattia Minesso
Mattia Minesso (Cittadella, 30 marzo 1990) è un calciatore italiano, centrocampista dell'Arzignano Valchiampo.

## Caratteristiche tecniche
È un trequartista mancino in possesso di discrete doti tecniche, in grado di agire da seconda punta, ala sinistra o esterno di centrocampo.

## Carriera
Inizia a giocare a calcio nelle giovanili del L.R. Vicenza. Esordisce in Serie B il 10 maggio 2008 in Vicenza-Frosinone (2-1), subentrando al 68' al posto di Davide Matteini. Il 25 gennaio 2013 passa in prestito al Cittadella, nell'ambito di uno scambio che porta Tommaso Bellazzini a compiere il percorso inverso. Il 1º luglio 2013 viene acquistato a titolo definitivo dalla società granata.
Il 6 luglio 2016 viene tesserato dal Bassano, in Lega Pro. Nel 2018 l'imprenditore Renzo Rosso rileva all'asta il Vicenza, fondendo le due società. Non rientrando nei progetti tecnici della squadra, a fine stagione rimane svincolato. Il 3 luglio 2018 firma un biennale con il Padova, in Serie B.
Il 14 gennaio 2019 viene acquistato a titolo definitivo dal Pisa su richiesta di Luca D'Angelo, che lo aveva allenato in precedenza al Bassano, con cui a fine stagione conquista la promozione in Serie B. Il 5 ottobre 2020 si trasferisce al Perugia in prestito con obbligo di riscatto al verificarsi di determinate condizioni. Termina la stagione con 9 reti e 3 assist in 24 presenze, contribuendo alla promozione degli umbri in Serie B.
Il 9 luglio 2021 viene ingaggiato dal Modena, in Serie C. Con i canarini a fine stagione vince il campionato e la Supercoppa di Serie C. Il 24 agosto 2022 firma un biennale con la Triestina.
Rimasto svincolato a fine stagione, nel luglio 2024, firma un contratto annuale con il club pugliese del Team Altamura, neopromosso in Serie C.
Il 29 gennaio 2025 viene ceduto al club berico dell'Arzignano Valchiampo, spostandosi dal girone C a quello A.

## Statistiche

### Presenze e reti nei club
Statistiche aggiornate al 4 maggio 2025.
| Stagione          | Squadra              | Campionato        | Campionato | Campionato | Coppe nazionali | Coppe nazionali | Coppe nazionali | Coppe continentali | Coppe continentali | Coppe continentali | Altre coppe | Altre coppe | Altre coppe | Totale | Totale |
| Stagione          | Squadra              | Comp              | Pres       | Reti       | Comp            | Pres            | Reti            | Comp               | Pres               | Reti               | Comp        | Pres        | Reti        | Pres   | Reti   |
| ----------------- | -------------------- | ----------------- | ---------- | ---------- | --------------- | --------------- | --------------- | ------------------ | ------------------ | ------------------ | ----------- | ----------- | ----------- | ------ | ------ |
| 2007-2008         | Vicenza              | B                 | 2          | 0          | CI              | 0               | 0               | -                  | -                  | -                  | -           | -           | -           | 2      | 0      |
| 2008-2009         | Vicenza              | B                 | 2          | 0          | CI              | 1               | 0               | -                  | -                  | -                  | -           | -           | -           | 3      | 0      |
| 2009-2010         | Vicenza              | B                 | 0          | 0          | CI              | 0               | 0               | -                  | -                  | -                  | -           | -           | -           | 0      | 0      |
| 2010-gen. 2011    | Vicenza              | B                 | 4          | 0          | CI              | 1               | 0               | -                  | -                  | -                  | -           | -           | -           | 5      | 0      |
| gen.-giu. 2011    | Andria BAT           | 1D                | 14         | 2          | CI-LP           | -               | -               | -                  | -                  | -                  | -           | -           | -           | 14     | 2      |
| 2011-2012         | Andria BAT           | 1D                | 34         | 4          | CI-LP           | 7               | 2               | -                  | -                  | -                  | -           | -           | -           | 41     | 6      |
| Totale Andria BAT | Totale Andria BAT    | Totale Andria BAT | 48         | 6          |                 | 7               | 2               |                    | -                  | -                  |             | -           | -           | 55     | 8      |
| 2012-gen. 2013    | Vicenza              | B                 | 3          | 0          | CI              | 3               | 2               | -                  | -                  | -                  | -           | -           | -           | 6      | 2      |
| Totale Vicenza    | Totale Vicenza       | Totale Vicenza    | 11         | 0          |                 | 5               | 2               |                    | -                  | -                  |             | -           | -           | 16     | 2      |
| gen.-giu. 2013    | Cittadella           | B                 | 14         | 2          | CI              | -               | -               | -                  | -                  | -                  | -           | -           | -           | 14     | 2      |
| 2013-gen. 2014    | Cittadella           | B                 | 15         | 0          | CI              | 2               | 0               | -                  | -                  | -                  | -           | -           | -           | 17     | 0      |
| gen.-giu. 2014    | Südtirol             | 1D                | 12+5       | 3+1        | CI+CI-LP        | -               | -               | -                  | -                  | -                  | -           | -           | -           | 17     | 4      |
| 2014-2015         | Cittadella           | B                 | 38         | 2          | CI              | 2               | 0               | -                  | -                  | -                  | -           | -           | -           | 40     | 2      |
| 2015-2016         | Cittadella           | LP                | 17         | 1          | CI+CI-LP        | 3+7             | 2+2             | -                  | -                  | -                  | S-LP        | 1           | 0           | 28     | 5      |
| Totale Cittadella | Totale Cittadella    | Totale Cittadella | 84         | 5          |                 | 14              | 4               |                    | -                  | -                  |             | 1           | 0           | 99     | 9      |
| 2016-2017         | Bassano              | LP                | 37+1       | 10         | CI+CI-LP        | 3+0             | 0               | -                  | -                  | -                  | -           | -           | -           | 41     | 10     |
| 2017-2018         | Bassano              | C                 | 34+2       | 8          | CI+CI-C         | 1+0             | 1               | -                  | -                  | -                  | -           | -           | -           | 37     | 9      |
| Totale Bassano    | Totale Bassano       | Totale Bassano    | 71+3       | 18         |                 | 4               | 1               |                    | -                  | -                  |             | -           | -           | 78     | 19     |
| 2018-gen. 2019    | Padova               | B                 | 7          | 0          | CI              | -               | -               | -                  | -                  | -                  | -           | -           | -           | 7      | 2      |
| gen.-giu. 2019    | Pisa                 | C                 | 18+6       | 4          | CI-C            | 1               | 1               | -                  | -                  | -                  | -           | -           | -           | 25     | 5      |
| 2019-2020         | Pisa                 | B                 | 15         | 1          | CI              | 1               | 0               | -                  | -                  | -                  | -           | -           | -           | 16     | 1      |
| Totale Pisa       | Totale Pisa          | Totale Pisa       | 33+6       | 5          |                 | 2               | 1               |                    | -                  | -                  |             | -           | -           | 41     | 6      |
| 2020-2021         | Perugia              | C                 | 24         | 9          | CI              | -               | -               | -                  | -                  | -                  | SC          | 2           | 0           | 25     | 9      |
| 2021-2022         | Modena               | C                 | 33         | 11         | CI-C            | 3               | 4               | -                  | -                  | -                  | SC          | 0           | 0           | 36     | 15     |
| ago. 2022         | Modena               | B                 | 1          | 0          | CI              | 1               | 0               | -                  | -                  | -                  | -           | -           | -           | 2      | 0      |
| Totale Modena     | Totale Modena        | Totale Modena     | 34         | 11         |                 | 4               | 4               |                    | -                  | -                  |             | 0           | 0           | 38     | 15     |
| 2022-2023         | Triestina            | C                 | 31+2       | 1          | CI-C            | 1               | 0               | -                  | -                  | -                  | -           | -           | -           | 34     | 1      |
| 2023-2024         | Triestina            | C                 | 14+3       | 1          | CI-C            | 1               | 0               | -                  | -                  | -                  | -           | -           | -           | 18     | 1      |
| Totale Triestina  | Totale Triestina     | Totale Triestina  | 45+5       | 2          |                 | 2               | 0               |                    | -                  | -                  |             | -           | -           | 52     | 2      |
| 2024-gen.2025     | Team Altamura        | C                 | 17         | 4          | CI-C            | 2               | 0               | -                  | -                  | -                  | -           | -           | -           | 19     | 4      |
| gen.-giu.-2025    | Arzignano Valchiampo | C                 | 10+1       | 2          | CI-C            | 0               | 0               | -                  | -                  | -                  | -           | -           | -           | 11     | 2      |
| Totale carriera   | Totale carriera      | Totale carriera   | 416        | 66         |                 | 40              | 13              |                    | -                  | -                  |             | 3           | 0           | 459    | 79     |

## Palmarès

### Club

#### Competizioni nazionali
- Lega Pro: 1

Cittadella: 2015-2016 (Girone A)
- Serie C: 3

Pisa: 2018-2019 (Girone B)
Perugia: 2020-2021 (Girone B)
Modena: 2021-2022 (Girone B)

- Supercoppa Serie C: 1

Modena: 2022

### Individuale
- Capocannoniere della Coppa Italia Serie C: 1

2021-2022 (4 gol)